# Pharneuptychia phares
Pharneuptychia phares är en fjärilsart som beskrevs av Jean Baptiste Godart 1823. Pharneuptychia phares ingår i släktet Pharneuptychia och familjen praktfjärilar. Inga underarter finns listade i Catalogue of Life.